# Chachanda
Chachanda è una suddivisione dell'India, classificata come census town, di 10.300 abitanti, situata nel distretto di Murshidabad, nello stato federato del Bengala Occidentale. In base al numero di abitanti la città rientra nella classe IV (da 10.000 a 19.999 persone).

## Geografia fisica
La città è situata a 24° 38' 35 N e 87° 59' 43 E.

## Società

### Evoluzione demografica
Al censimento del 2001 la popolazione di Chachanda assommava a 10.300 persone, delle quali 5.239 maschi e 5.061 femmine. I bambini di età inferiore o uguale ai sei anni assommavano a 2.406, dei quali 1.196 maschi e 1.210 femmine. Infine, coloro che erano in grado di saper almeno leggere e scrivere erano 3.608, dei quali 2.313 maschi e 1.295 femmine.